# In the Heat of the Night
In the Heat of the Night är Pat Benatars debutalbum, släppt 1979 på skivbolaget Chrysalis Records.

## Låtlista
Sida 1
1. "Heartbreaker" (Geoff Gill/Clint Wade) – 3:29
2. "I Need a Lover" (John Mellencamp) – 3:30
3. "If You Think You Know How to Love Me" (Mike Chapman/Nicky Chinn) – 4:23
4. "In the Heat of the Night" (Mike Chapman/Nicky Chinn) – 5:24
5. "My Clone Sleeps Alone" (Pat Benatar/Roger Capps) – 3:29

Sida 2
1. "We Live for Love" (Neil Geraldo) – 3:55
2. "Rated X" (Nick Gilder/James McCulloch) – 3:17
3. "Don't Let It Show" (Alan Parsons/Eric Woolfson) – 4:04
4. "No You Don't" (Mike Chapman/Nicky Chinn) – 3:20
5. "So Sincere" (Pat Benatar/Roger Capps) – 3:29

## Medverkande
Musiker
- Pat Benatar – sång, bakgrundssång
- Neil Giraldo – sologitarr, keyboard, slidegitarr, bakgrundssång
- Scott St. Clair Sheets – rytmgitarr
- Roger Capps – basgitarr, bakgrundssång
- Glen Alexander Hamilton – trummor

Produktion
- Peter Coleman – musikproducent
- Mike Chapman – musikproducent (spår 2, 3, 4)
- Steve Hall – mastering
- Rick Newman – organisationsledning
- Alex Chatelain – omslagsfoto